# Iglesia de San Miguel (Llimiana)
San Miguel de Llimiana es una iglesia románica del siglo XI, situada dentro del término municipal de Llimiana, en la comarca catalana del Pallars Jussá. Está en ruinas, si bien reconocibles, y está situada en lo alto de la colina de 607 m. altitud al inicio del camino de la iglesia de San Salvador del Bosque, en la sierra de Carboners, encima y al sur de la Fuente de Estanya.
Era de una sola nave, y actualmente está sin cubierta, que debía ser de bóveda de cañón. A levante tiene un ábside semicircular, con arco presbiteral, también en ruinas se encuentra la parte superior. La puerta estaba en el sur, y en el centro del ábside había una ventana de doble derrame. No tiene ninguna parte conservada ningún tipo de ornamentación.